# Condado de Crawford (Míchigan)
El condado de Crawford (en inglés: Crawford County, Míchigan), fundado en 1826, es uno de los 83 condados del estado estadounidense de Míchigan. En el año 2000 tenía una población de 14.273 habitantes con una densidad poblacional de 14 personas por km². La sede del condado es Grayling.

## Geografía
Según la Oficina del Censo, el condado tiene un área total de 1458 km² (562,9 mi²), de la cual 1445 km² (557,9 mi²) es tierra y 13 km² (5 mi²) es agua.

## Condados adyacentes
- Condado de Otsego norte
- Condado de Montmorency noreste
- Condado de Oscoda este
- Condado de Ogemaw sureste
- Condado de Roscommon sur
- Condado de Missaukee sudoeste
- Condado de Kalkaska oeste
- Condado de Antrim noroeste

## Demografía
En el 2000 la renta per cápita promedia del condado era de $33,364, y el ingreso promedio para una familia era de $37.056. El ingreso per cápita para el condado era de $16,903. En 2000 los hombres tenían un ingreso per cápita de $31,504 frente a los $21,250 que percibían las mujeres. Alrededor del 12.70% de la población estaba bajo el umbral de pobreza nacional.

## Lugares

### Ciudades
- Grayling

### Municipios
| - Municipio de Beaver Creek - Municipio de Frederic | - Municipio de Grayling - Municipio de Lovells | - Municipio de Maple Forest - Municipio de South Branch |

### Principales carreteras
- I-75
- I-75 Business Loop
- I-75 Business Loop
- US 127
- M-18
- M-72
- M-93
- F-32
- F-97